# Mädchen mit Ball
Mädchen mit Ball (Originaltitel Girl with Ball) ist ein Gemälde des amerikanischen Künstlers Roy Lichtenstein aus dem Jahr 1961. Das 153,7 × 92,7 cm große Bild befindet sich im Museum of Modern Art in New York City. Lichtenstein malte das Bild nach einer Werbeanzeige für einen Urlaub in den Pocono Mountains.

## Bildbeschreibung
Auf dem hochformatigen Gemälde ist eine junge Frau als Halbporträt dargestellt, das unterhalb der Brust beginnt. Sie steht vor dem Betrachter und hält mit beiden Händen und gestreckten Armen einen rotweißen Ball über ihren Kopf, der am oberen Bildrand ebenso wie die Finger der linken Hand abgeschnitten ist. Das Gesicht wendet sie dem Betrachter zu, der Mund ist geöffnet. Sie trägt einen dunkelblauen Badeanzug, der im Brustbereich mit einem weißen Rand abgesetzt ist und mit dünnen Trägern über den Schultern gehalten wird. Die Farben des Badeanzugs wiederholte Lichtenstein bei der Frisur. Das offene, etwa schulterlange Haar ist ebenfalls in Dunkelblau gehalten und durch weiße Wellenlinien strukturiert.
Der Hintergrund besteht aus einem gleichmäßig gelb gemalten Himmel sowie im unteren Bereich aus weiß gehaltenem Wasser, das nach oben durch eine Wellenlinie abgegrenzt wird.
Das Bild ist in dem für Roy Lichtenstein typischen comic- und flächenhaften Stil gemalt, Strukturen werden nur durch Konturzeichnungen kenntlich gemacht und einfarbig flächig ausgemalt. Das Gesicht, die Arme und das Dekolleté der jungen Frau sind durch rosa-fleischfarbene Punkte, die so genannten Benday Dots, ausgefüllt.

## Entstehung
Die Anregung für das Bild Girl with Ball bekam Lichtenstein durch eine Zeitungsanzeige, die perfekte Flitterwochen in den Pocono Mountains im nordwestlichen Pennsylvania versprach und mit einer schwarz-weiß-Fotografie einer ballspielenden jungen Frau illustriert war. Die Frau stellte mit ihrem welligen Haar und dem geöffneten Mund, einer perfekten Figur und rasierten Achselhöhlen das Klischee der typischen amerikanischen, jungen Frau in der Werbung dar.

## Wirkung und Einordnung in das Werk Lichtensteins
Lichtenstein konzentriert sich bei seinem Gemälde vollkommen auf die Haltung der Frau, wodurch die Dynamik des Ballspiels verloren geht und zu einer artifiziellen Pose erstarrt. Zugleich stellte er die Frau überlebensgroß dar, vereinfachte die Fotovorlage auf die zweidimensionale Wirkung eines Comicdrucks und benutzte nur die Grundfarben. Comics wurden in den 1960er Jahren aus Kostengründen meist mit einer reduzierten Farbpalette oder mit grobem Raster oder vollen Farbflächen gedruckt.
Da es bei einem Gemälde keine wirtschaftlichen Gründe gab, die Farbauswahl zu reduzieren, die Haare und den Badeanzug also in dem gleichen Blau darzustellen, obwohl die Haare schwarz sein sollten, wird Lichtensteins Strategie sichtbar: Durch diese Transformation sollte der Betrachter in dem Motiv eine Vorlage aus einer Comicserie vermuten. Wie in vielen seiner Gemälden üblich, nutzte er also ausschließlich den Effekt einer kommerziellen Massenreproduktion für die Bildwirkung, die auch in anderen Details wie etwa dem geöffneten Mund, in dem die weiße Lücke die Zähne darstellt. Die dadurch erreichte Schiefe des Mundes erinnert an den Ball, der in den gleichen Farben dargestellt ist.
Die „typische“ junge Frau
 (externe Weblinks)
- Der Kuss (The Kiss), 1963[4]
- Das Meisterwerk (Masterpiece), 1962[4]
- Ertrinkendes Mädchen (Drowning Girl), 1963[4]

Lichtenstein verwendete das Motiv der typischen jungen Frau in einer Reihe weiterer Werke, die vor allem in seinem Frühwerk sehr glatt wirkt und im Regelfall genau das tut, was der Betrachter von einer jungen Frau „erwartet“. So liegt sie in Der Kuß (The Kiss), 1963, einem jungen Offizier in den Armen und spricht in Das Meisterwerk (The Masterpiece) einem jungen Künstler Mut zu. In Ertrinkendes Mädchen (Drowning Girl), 1963, ertrinkt sie förmlich in ihren eigenen Tränen – Lichtenstein ließ sich zu der Wasserwelle von dem bekannten Holzschnitt Die große Welle vor Kanagawa des Japaners Hokusai anregen.

## Belege
1. ↑  Janis Hendrickson: Roy Lichtenstein. Die Ironie des Banalen. 1994, S. 31–32.
2. ↑  Janis Hendrickson: Roy Lichtenstein. Die Ironie des Banalen. 1994, S. 31.
3. ↑  Janis Hendrickson: Roy Lichtenstein. Die Ironie des Banalen. 1994, S. 32.
4. 1 2 3  
Roy Lichtenstein Foundation, Image Duplicator
5. ↑  Janis Hendrickson: Roy Lichtenstein. Die Ironie des Banalen. 1994, S. 34.